# Ларинська селищна рада
Ларинська се́лищна ра́да — орган місцевого самоврядування у складі Будьоннівський район Донецьку Донецької області. Адміністративний центр — селище міського типу Ларине.

## Загальні відомості
- Населення ради: 3326 осіб (станом на 2001 рік)

## Населені пункти
Селищній раді підпорядковані населені пункти:
- смт Ларине
- с. Павлоградське

## Склад ради
Рада складається з 20 депутатів та голови.
- Голова ради:
- Секретар ради: Парафієнко Любов Володимирівна

### Керівний склад попередніх скликань
| ПІБ                         | Основні відомості                                                        | Дата обрання | Дата звільнення |
| --------------------------- | ------------------------------------------------------------------------ | ------------ | --------------- |
| Хочкіна Ольга В'ячеславівна | Селищний голова, 1959 року народження, член Партії регіонів              | 26.03.2006   | 31.10.2010      |
| Хочкіна Ольга Вячеславівна  | Селищний голова, 1959 року народження, освіта вища, член Партії регіонів | 31.10.2010   | 30.10.2013      |

Примітка: таблиця складена за даними джерела

### Депутати
За результатами місцевих виборів 2010 року депутатами ради стали:

#### За суб'єктами висування
| Суб'єкт висування | Кількість обраних депутатів | %   |
| ----------------- | --------------------------- | --- |
| Партія регіонів   | 20                          | 100 |

#### За округами
| № округу        | Прізвище, ім'я, по батькові       | Дата визнання обраним | Освіта                  | Партійна приналежність | Відомості про обраного депутата                                                                                         |
| --------------- | --------------------------------- | --------------------- | ----------------------- | ---------------------- | --- |
| Партія регіонів |                                   |                       |                         |                        | |
| 1               | Єрмолов Роман Олександрович       | 03.11.2010            | Освіта середня          | позапартійний          | ТОВ «Тепличний», охоронник                                                                                              |
| 2               | Смирнов Євген Михайлович          | 03.11.2010            | Освіта вища             | член Партії регіонів   | ТОВ «Екологічна компанія Громада», головний інженер                                                                     |
| 3               | Рудницький Олексій Михайлович     | 03.11.2010            | Освіта вища             | член Партії регіонів   | приватний підприємець                                                                                                   |
| 4               | Нечитайло Олександр Іванович      | 03.11.2010            | Освіта вища             | позапартійний          | ТОВ «Донецька Електро-Інструментальна компанія», директор                                                               |
| 5               | Кухтін Костянтин Миколайович      | 03.11.2010            | Освіта вища             | позапартійний          | ДПА у Донецькій області Управляння внутрішньої безпеки Державної податкової адміністрації України, заступник начальника |
| 6               | Багрій Андрій Геннадійович        | 03.11.2010            | Освіта вища             | член Партії регіонів   | ТОВ «Екологічна компанія Громада», спеціаліст з обліку і аудіту                                                         |
| 7               | Кириченко Володимир Володимирович | 03.11.2010            | Освіта вища             | позапартійний          | ТОВ «Тепличний», заступник директора                                                                                    |
| 8               | Парафієнко Любов Володимирівна    | 03.11.2010            | Освіта вища             | член Партії регіонів   | Ларинська селищна рада, секретар ради                                                                                   |
| 9               | Матвєєв Ігор Леонідович           | 03.11.2010            | Освіта вища             | член Партії регіонів   | ТОВ «Екологічна компанія Громада», експерт з питань безпеки                                                             |
| 10              | Кругляк Світлана Василівна        | 03.11.2010            | Освіта вища             | позапартійна           | ТОВ «Агрофірма Тепличний», головний бухгалтер                                                                           |
| 11              | Кравченко В'ячеслав Володимирович | 03.11.2010            | Освіта вища             | член Партії регіонів   | ТОВ « Екологічна компанія Громада», експерт з питань соціально-трудових відносин                                        |
| 12              | Савченко Федір Васильович         | 03.11.2010            | Освіта вища             | позапартійний          | ТОВ «Тепличний», головний зоотехнік                                                                                     |
| 13              | Ковальова Ніна Олексіївна         | 03.11.2010            | Освіта вища             | позапартійна           | ТОВ « Тепличний», зоотехнік-селекціонер                                                                                 |
| 14              | Бачеріков Олег Ігорович           | 03.11.2010            | Освіта незакінчена вища | член Партії регіонів   | Приватне підприємство « Будьоннівський ринок», заступник директора                                                      |
| 15              | Казанцев Олександр Леонідович     | 03.11.2010            | Освіта вища             | позапартійний          | ТОВ « Донремгшо», директор                                                                                              |
| 16              | Савченко Ірина Василівна          | 03.11.2010            | Освіта вища             | позапартійна           | Головне управління економіки Донецької обласної державної адміністрації, головний спеціаліст                            |
| 17              | Мальчик Олександр Миколайович     | 03.11.2010            | Освіта вища             | позапартійний          | приватний підприємець, директор                                                                                         |
| 18              | Сафаров Рустем Мазитович          | 03.11.2010            | Освіта вища             | член Партії регіонів   | ТОВ « Металтранслайн», директор                                                                                         |
| 19              | Віт Дмитро Володимирович          | 03.11.2010            | Освіта вища             | позапартійний          | ДПІ ЦУМВС України у Донецькій області, державний автоінспектор                                                          |
| 20              | Перепелиця Олександр Федорович    | 03.11.2010            | Освіта вища             | член Партії регіонів   | ТОВ « Агрофірма Тепличний», заступник директора                                                                         |